# 338P/McNaught
338P/McNaught est une comète périodique du système solaire, découverte le 5 octobre 2008 par Robert H. McNaught.